# Sabahattin Eyüboğlu

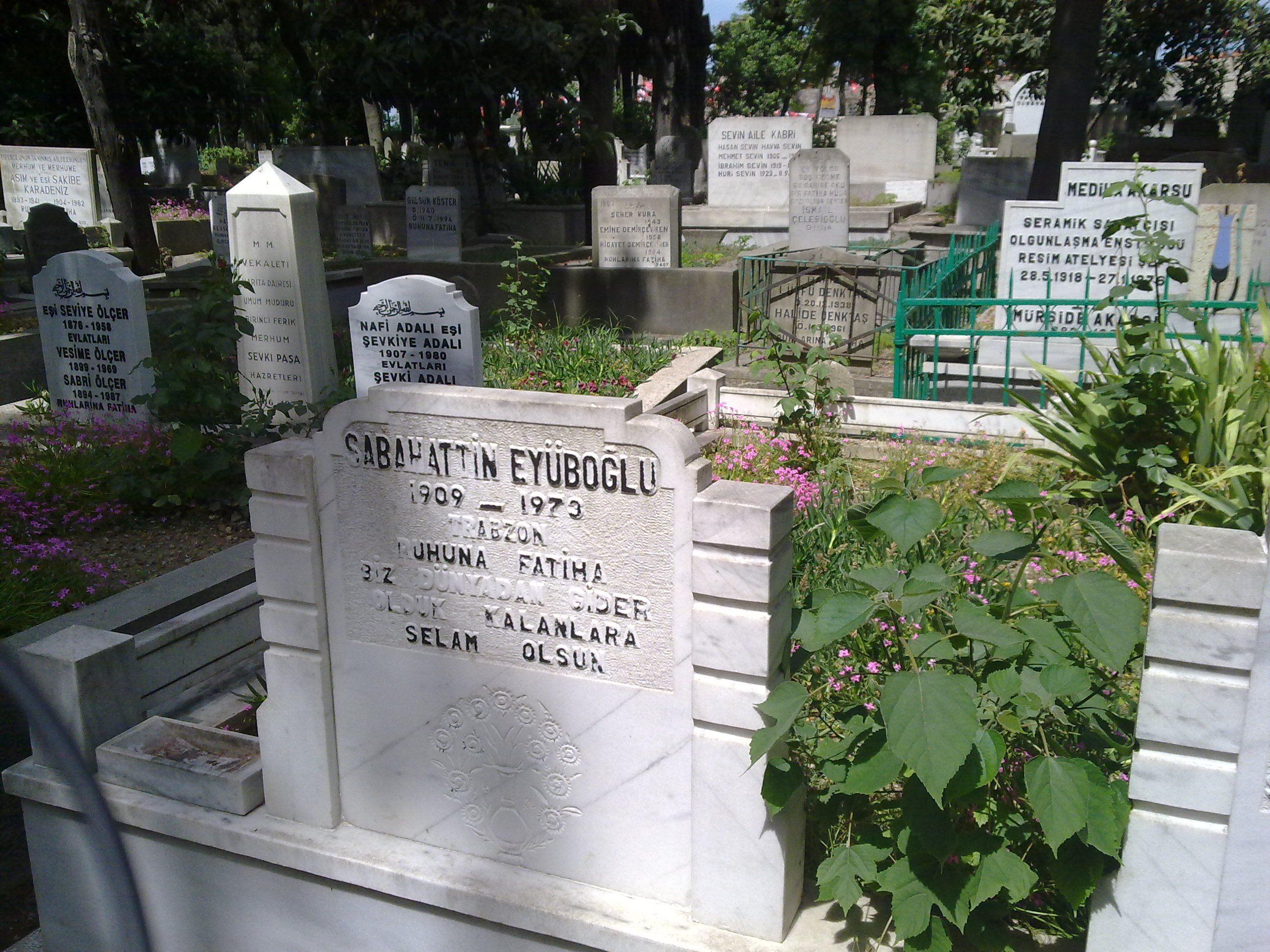
Grab von Sabahattin Eyüboğlu

Sabahattin Eyüboğlu (* 1908 in Akçaabat; † 13. Januar 1973 in Istanbul) war ein türkischer Schriftsteller, Literaturwissenschaftler und Übersetzer.

## Leben und Werk
Er entstammte einer wohlhabenden, ursprünglich aus Trabzon stammenden Familie. Die Mutter Lütfiye stammte aus einer konservativ-religiösen Notabeln-Familie aus Pulathane (heute Akçaabat). Deren Mutter wiederum entstammte dem Palastumfeld, ihr Vater einer Offiziersfamilie. Sabahattins Vater Mehmet Rahmi Eyüboğlu war Absolvent der Mekteb-i Mülkiye, Mutasarrıf in Anatolien und später Abgeordneter der Großen Nationalversammlung. Er stammte aus Maçka und führte die Herkunft seiner Familie auf Saladin zurück. Daher wählte er auch den Familiennamen Eyüboğlu („Sohn Ayyubs“).
Von 1928 bis 1932 studierte Sabahattin Sprache, Literatur und Ästhetik in Dijon, Lyon und Paris. Nach seiner Rückkehr unterrichtete er 1933 bis 1939 Französische Sprache und Literatur an der Universität Istanbul. Zwischen 1939 und 1947 leitete er in Ankara das Übersetzungsbüro des Ministeriums für Nationale Bildung.
Nach einem zweiten Frankreichaufenthalt 1947/1948 unterrichtete er ab 1950 an der Universität Istanbul Vergleichende Türkische und Französische Literatur sowie an der Technischen Universität und der Kunsthochschule Kunstgeschichte.
Nach dem Putsch vom 27. Mai 1960 wurde er abberufen und durfte nur an der Technischen Universität weiter unterrichten. Zusammen mit Vedat Günyol übersetzte er Auszüge aus Tribun du peuple ou Le défenseur des droits de l'homme (1795) von François Noël Babeuf ins Türkische. Dafür wurde er 1963 angeklagt und nach einem langen Prozess 1966 freigesprochen.
Nach dem Putsch vom 12. März 1971 wurde er unter dem Vorwurf kommunistischer Verschwörung festgenommen. Ende 1972 freigelassen, starb er kurz darauf am 13. Januar 1973 an den Folgen von Haft und Folter.
Er war der Bruder von Mualla Eyüboğlu Anhegger und Bedri Rahmi Eyüboğlu.

## Zitate über Sabahattin Eyüboğlu
„In Sabahattin Eyüboğlu grüßen wir einen Freund der Französischen Revolution, einen leidenschaftlichen Verteidiger der Freiheit.“

## Werke (Auswahl)
Bücher
- mit Mazhar Ş. İpşiroğlu: Avrupa Resminde Gerçeklik Duygusu (1952)
- mit Mazhar Ş. İpşiroğlu: Fatih Albümüne Bakış (1952).
- Mavi ve Kara (1961)
- Yunus Emre'ye Selam (1966)
- Yunus Emre (1971)
- Sanat üzerine Denemeler (1974)
- Pir Sultan Abdal (1977)
- Köy Enstitüleri üzerine (1979)

Dokumentarfilme
- Hitit Güneşi (1956, mit Mazhar Şevket İpşiroğlu und Aziz Albek) – erhielt 1956 einen zweiten Preis (Silbernen Bär) auf den Internationalen Filmfestspielen Berlin
- Siyah Kalem (1958)
- Surname (1959)
- Anadolu Yolları (1959)